# Will Friedle
Will Friedle, William Alan Friedle, amerikansk skådespelare född 11 augusti 1976 i Hartford, Connecticut, USA. Han är främst känd för sin roll i serien Här är ditt liv, Cory.

## Filmografi (filmer som haft svensk premiär)[1]
- 1997 - Räddningen - Brad Kimble
- 1998 - En träff med presidentens dotter - Duncan

## Television
| År          | Titel                                 | Roll                                            | Noter                                                                                                 |
| ----------- | ------------------------------------- | ----------------------------------------------- | --- |
| 2011 - 2012 | Thundercats (2011)                    | Lion-O                                          | Röst                                                                                                  |
| 2008–2011   | Batman: The Brave and the Bold        | Jaime Reyes/Blue Beetle                         | |
| 2002-2007   | Kim Possible                          | Ron Stoppable                                   | Röst                                                                                                  |
| 2006        | American Dragon: Jake Long            | Kusin Greggy                                    | Röst Episod: Feeding Frenzy                                                                           |
| 2003-2005   | Lilo & Stitch                         | Mackey Macaw Manager Ron Stoppable              | Röstroller Episod: Phantasmo Episod: Rufus                                                            |
| 2004-2005   | Justice League Unlimited              | Kyle Rayner/Green Lantern Batman/Terry McGinnis | Röstroller Episod: The Return Episod: The Once and Future Thing, Part 2: Time Warped Episod: Epilogue |
| 2005        | The Batman                            | Gearhead                                        | Episod: RPM                                                                                           |
| 2005        | Everything You Want                   | Calvin Dillwaller                               | TV-film                                                                                               |
| 2005        | Kim Possible Movie: So the Drama      | Ron Stoppable                                   | Röstroll TV-film                                                                                      |
| 2004        | Less Than Perfect                     | Caleb                                           | Episod: Claude Wants to Know                                                                          |
| 2004        | Teen Titans                           | Fang/Frozen Promgoer                            | Röstroll Episod: Date with Destiny                                                                    |
| 2004        | Static Shock                          | Batman/Terry McGinnis                           | Röstroll Episod: Future Shock                                                                         |
| 2003        | Kim Possible: A Sitch in Time         | Ron Stoppable                                   | Röstroll                                                                                              |
| 2003        | Regular Joe                           | Larry                                           | Episod: Time and Punishment                                                                           |
| 2003        | Jack's House                          | Jack                                            | |
| 2002        | The Random Years                      | Alex                                            | |
| 1999-2001   | Batman Beyond                         | Batman/Terry McGinnis                           | Röstroll                                                                                              |
| 2001        | Go Fish                               | Pete Troutner                                   | |
| 2001        | 3rd Rock from the Sun                 | Stan                                            | Episod: Dick Soup for the Soul                                                                        |
| 2001        | The Zeta Project                      | Batman/Terry McGinnis                           | Röstroll Episod: Shadows                                                                              |
| 1993-2000   | Boy Meets World                       | Eric Matthews                                   | Young Artist Award (nominerad)                                                                        |
| 2000        | Batman Beyond: Return of the Joker    | Batman/Terry McGinnis                           | Röstroll                                                                                              |
| 1999        | Odd Man Out                           | Phillip Evans                                   | Episod: Punch Line                                                                                    |
| 1999        | H-E Double Hockey Sticks              | Griffelkin                                      | TV-film                                                                                               |
| 1999        | Zoe, Duncan, Jack and Jane            | Jeremy Pinter                                   | Episod: A Good Man Is Hard to Find                                                                    |
| 1998        | My Date with the President's Daughter | Duncan Fletcher                                 | TV-film                                                                                               |
| 1996        | ABC Afterschool Specials              | Jason Gallagher                                 | Episod: Educating Mom                                                                                 |
| 1994        | Are You Afraid of the Dark?           | Jimmy Armstrong                                 | Episod: The Tale of the Long Ago Locket                                                               |
| 1994        | The Gift of Love                      | Luke                                            | TV-film                                                                                               |
| 1992        | Law & Order                           | Russ                                            | Episod: Trust                                                                                         |
| 1988        | Don't Just Sit There                  | Värd                                            | |